# فراداده

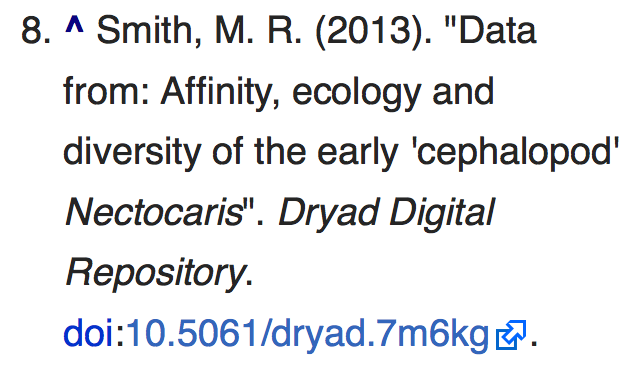
مثالی از فراداده

فراداده، داده‌نما یا مِتادِیتا (به انگلیسی: Metadata) به داده‌هایی گفته می‌شود که جزئیات یک دادهٔ دیگر را تشریح می‌کند. به عبارت دیگر فراداده‌ها، داده‌هایی هستند دربارهٔ داده‌های دیگر.
در کتابداری، برگه‌های داده‌نما معمولاً شامل اطلاعاتی همچون نام نویسندهٔ کتاب، تاریخ چاپ، تعداد صفحات، شمارگان، زبان کتاب، نام مترجم، کلیدواژهها و غیره هستند.
هدف از داده‌نمایی، دستیابی آسان‌تر و بهتر به داده‌های موجود است.
مزایا و کاربردهای فراداده
اساس کاربرد فراداده، کاوش، بازیابی، دسترسی، کشف، مستندسازی، ارزیابی، و انتخاب منابع الکترونیکی به ویژه منابع شبکه‌ای است که باعث افزایش دقت در بازیابی می‌گردد. مهم‌ترین کاربردهای فراداده را این چنین توصیف کرد:
1. فراهم نمودن امکان نمایه سازی طیف گسترده‌ای از نوع منابع اطلاعاتی شبکه‌ای.
2. کمک به کشف و بازیابی مؤثر اطلاعات.
3. امکان‌پذیر ساختن تشخیص مطابقت منابع بازیابی شده با نیاز کاربران.
4. کنترل اطلاعات محدود از لحاظ دسترسی، جلوگیری از دسترسی برخی کاربران به داده‌ها (مانند کودکان).
5. ارائه تاریخ داده‌های تأثیرگذار مانند: شرایط قانونی، سن، اندازه و….
6. ارائه تاریخ داده‌ها مانند: منبع اصلی و هرگونه تغییر شکل بعدی.
7. ارائه اطلاعاتی در مورد مالک یا پدیدآورندهٔ منبع مانند نشانی رایانامه.
8. نشان دادن روابط منابع با دیگر منابع مانند: پیوندهایی به نسخه‌های قبلی و بعدی.
9. کمک به تصمیم‌گیری در مورد اینکه چه شکل و قالبی از داده‌ها باید بازیابی شوند (در صورت وجود قالب‌های متعدد).
10. تطبیق، اشتراک، و یکپارچه‌سازی منابع اطلاعاتی ناهمگن شبکه‌ای.
11. کنترل مدیریت داده‌ها.

## فراداده در داده‌های دیجیتالی
در داده‌های دیجیتالی فراداده‌ها نقش دیگری را نیز بر عهده دارند که عبارت است از روایت داده‌های موجود در فایل‌ها به این صورت که با وجود فراداده در یک دادهٔ دیجیتال آن داده می‌تواند از اعتبار لازم برخوردار باشد؛ برای نمونه، دوربین‌های دیجیتال به‌همراه فایل‌های تصویری که از یک شیء می‌گیرند مقداری داده نیز به آن می‌افزایند که شامل اطلاعاتی همچون مُدل دوربین دیجیتال و کارخانهٔ سازندهٔ آن می‌باشد که همراه با فایل اصلی ذخیره می‌گردد و با باز کردن و ویرایش یک فایل دیجیتال توسط برنامه‌های رایانه‌ای، فراداده‌های موجود در فایل اصلی از بین رفته و بدین‌صورت فایل روایی اصلی خود را از دست می‌دهد و به‌عنوان یک فایل دست‌کاری‌شده و غیراصل درمی‌آید. این فراداده‌ها فایل‌هایی متنی می‌باشند که همراه با عکس و در درون فایل آن ذخیره می‌شوند و درحالت عادی، هنگام مشاهدهٔ فایل عکس دیده نمی‌شوند. تاریخچهٔ این پدیده به دورانی برمی‌گردد که در آن شرکت‌های سازنده برای اثبات اینکه آیا یک تصویر گرفته‌شده با کیفیت مشخص مربوط به دوربین‌های دیجیتالی ساخت این شرکت می‌باشد یا خیر، به فایل‌های موجود فراداده را می‌افزودند که البته امروزه برای اثبات اصل بودن یک تصویر دیجیتال نیز از آن استفاده می‌گردد. برای نمونه، تصوّر کنید که تصویری را به شما نشان می‌دهند و از شما می‌خواهند تا ثابت کنید که آیا این تصویر یک تصویر واقعی و اصلی است یا اینکه یک تصویر ساخته‌شده یا دست‌کاری‌شده توسط برنامه‌های رایانه‌ای است که برای انجام این عمل با مراجعه به فراداده‌های موجود در فایل دیجیتال پی می‌بریم که این فایل از چه نوعی می‌باشد.